# Datsun DS
Der Datsun DS war ein Kleinwagen, den Datsun als Nachfolgemodell des Datsun DA von 1950 bis Dezember 1954 produzierte. Der völlig neu entwickelte Datsun 110 löste 1955 die Baureihe ab.

## Datsun DS (1950–1951)
Datsun erstes Nachkriegsmodell war der Datsun DA der auf dem Datsun 1121 basierte. Dieser Lkw wiederum entsprach weitestgehend dem Vorkriegsmodell Datsun 17 Truck. Aufgrund der Materialknappheit, beschränkten Finanzmittel und zugunsten einer einfachen Produktion wurde der Datsun DA nicht vom Datsun 17 abgeleitet, welcher wiederum Basis für den 17 Truck gewesen war. Der Datsun DA war daher auch ein sehr einfach und spartanisch produzierter Pkw. Ende der 1940er Jahre befand sich Japan wieder auf dem Weg der Besserung und die materiellen Engpässe gingen zu Ende. Datsun stellte daher 1950 den Datsun 4146 als Nachfolger des Datsun 1121 vor. Im Wesentlichen bestand der Unterschied durch einen neuen stärkeren Motor.
Davon abgeleitet wurde dann der Datsun DS, im Grunde ein Datsun 4146 mit einer Pkw-Karosserie.
Der DS unterschied sich wie der Vorgänger DA vom Ursprungsmodell Datsun 17 durch eine kurze Motorhaube und nahe an den Vordersitzen angebrachter Windschutzscheibe. Der Grund lag an der Abstammung vom 17 Truck bei welchem bereits diese Bauweise zugunsten längerer Ladefläche realisiert worden war, während der Datsun 17 noch eine signifikant längere Motorhaube und als Ergebnis eine weiter hinten im Fahrzeug angeordnete Windschutzscheibe hatte.
Die Front des DS unterschied sich vom 4146 nur durch einen verchromten Kühlergrill, welcher beim 4146 und dessen Vorgängermodellen sowie dem DA aus Kostengründen in Wagenfarbe lackiert war. Den Antrieb übernahm der aus dem 1121 und DA übernommene Datsun Typ 7 Vierzylinder–722–cm³–Ottomotor, jedoch durch einige Maßnahmen verändert um die Leistung auf 20 PS zu steigern. Die Kraftübertragung erfolgte mittels 3-Gang Schaltgetriebe. Vom Datsun 4146, welcher auch als Kastenwagen mit hinten angeschlagenen Selbstmördertüren produziert wurde, unterschied sich der DS neben der Karosserieform auch durch Verwendung von Chromzieraten und höherwertiger Innenausstattung.
Bereits Anfang 1951 wurde die Produktion des DS wieder eingestellt.

## Datsun DS-2 Thrift (1951–1952)
Der 1951 gestartete Datsun DS-2 hatte nun eine völlig neue und eigenständig gestaltete Karosserie. Das Chassis stammte aber immer noch von dem mittlerweile in Datsun 5147 modernisierten 4146 Truck. 1948 war der Datsun DB gestartet welcher ursprünglich als Standard Modell positioniert war. Die Datsun DS-Serie und der Vorgänger Datsun DA wiederum war als preiswertes Einstiegsmodell positioniert. Die steigenden Ansprüche der Käufer aufgrund der zunehmenden wirtschaftlichen Erholung brachten Datsun dazu die DB Serie höherwertiger auszustatten und zu positionieren mit Einführung als Datsun deLuxe. Gleichzeitig sollte der DS nun nicht mehr als reines Billigmodell gelten und erhielt daher den Beinamen Thrift als Zeichen der Neupositionierung.
Das Design der DS-2 war bedeutend moderner und erinnerte an der Front mit vier vertikalen Chromleisten im Kühlergrill und eng positionierten Scheinwerfern an einen Willys Jeep. Das eher quadratisch und kantige Styling brachte in Japan den Spitznamen Quadratisch Dandy. Der Antrieb des Fahrzeugs mit dem Datsun Typ 7 Motor und 3-Gang Getriebe blieb gleich.
Geänderte Kundenanforderungen und Konkurrenzmodelle brachten bereits 1952 schon wieder die Produktionseinstellung.

## Datsun DS-4 Thrift (1952–1953)
Der DS-4 war der Ersatz für den DS-2. Wie beim zur selben Zeit eingeführten Datsun DB-4 gab es keine Serie 3 und die einzig verfügbare Karosserievariante war eine viertürige Limousine. Mechanisch entsprach der DS-4 dem Vorgänger, verwendete jedoch ein verlängertes Chassis für die größere Karosserie. Vorne kamen hinten angeschlagene Selbstmördertüren zum Einsatz und hinten konventionell an der B-Säule angeschlagene. Neben einem aus sechs horizontalen und einer Chromspange in der Mitte bestehenden Kühlergrill trug der DS-4 nun auch den ebenfalls aus Chrom bestehenden Schriftzug Datsun auf der Vorderseite der Motorhaube. Wie der Vorgänger wurde er wieder als Datsun Thrift verkauft und auch bereits nach etwas mehr als einem Jahr Bauzeit Ende 1953 durch den DS-5 ersetzt.

## Datsun DS-5 Thrift (1953–1954)
Der Datsun DS-5 Thrift entsprach bis auf den Antrieb dem vorherigen DS-4. Während der Produktionszeit wurde lediglich 1954 der Kühlergrill geändert, welcher fortan aus dreizehn dünnen verchromten Stäben bestand. Der beim DS-5 eingeführte Motor war der erste neuentwickelte Datsun-Motor der Nachkriegszeit. Im Wesentlichen basierte dieser Datsun D-10 zwar auf dem Datsun Typ 7 aus der Vorkriegszeit, hatte aber neben dem auf 860 cm³ erhöhten Hubraum auch eine anders angelegte Kompression. Die Leistung stieg auf 25 PS ebenfalls wie die Beschleunigung und Höchstgeschwindigkeit. Der DS-5 Thrift wurde bis Mitte 1954, zuletzt parallel zum Nachfolger Datsun DS-6 Convar, produziert.

## Datsun DS-6 Convar (1954)
Die Produktion des DS-6 Convar begann in der ersten Jahreshälfte 1954 parallel zum Vorgänger DS-5 Thrift. Zu diesem unterschied sich der Convar durch eine neugestaltete Karosserie. Diese war nun wesentlich moderner als beim DS-5 Thrift. Auch vorne gab es nun konventionelle Vordertüren, die Seitenlinie war mehr gestrafft und insgesamt wirkte der DS-6 Convar kompakt.
Auch diese Modellreihe wurde nur kurz bis Dezember 1954 produziert und dann durch die völlig neue Baureihe Datsun 110 ersetzt.